# Ifigenia en Táuride (ópera)
De entre las numerosas óperas que llevan por título Ifigenia en Táuride, basadas en la famosa tragedia homónima, de Eurípides, destacan las siguientes:

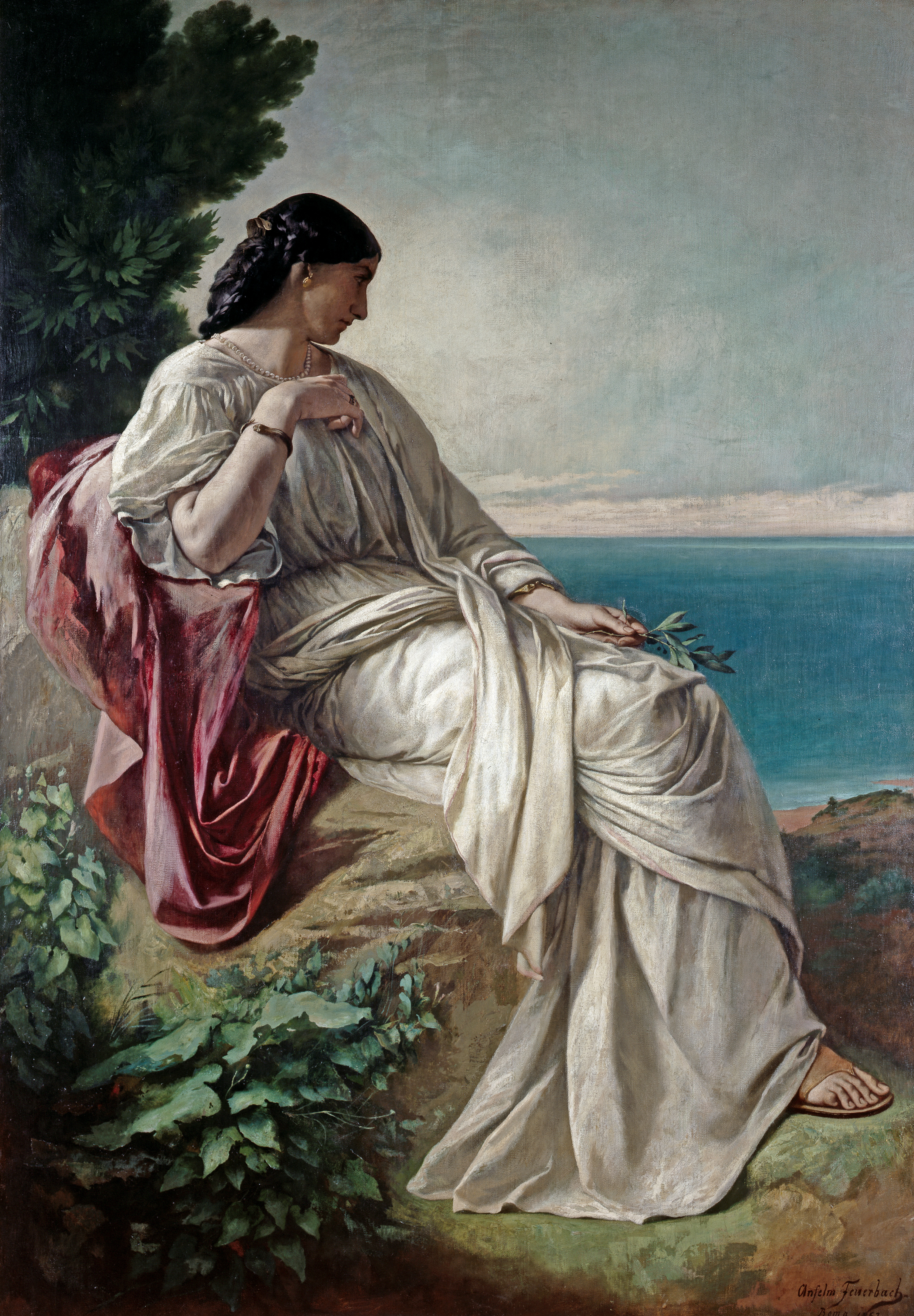
Ifigenia, óleo sobre tela (1862)
Anselm Feuerbach

| Año  | Autor                          | Entrada en Wikipedia                     | Ciudad          |
| 1704 | Henry Desmarest y André Campra | Ifigenia en Táuride (Desmarest y Campra) | París           |
| 1713 | Domenico Scarlatti             | Ifigenia en Táuride (Scarlatti)          | Roma            |
| 1719 | Giuseppe Orlandini             | Ifigenia en Táuride (Orlandini)          | Reggio Emilia   |
| 1725 | Leonardo Vinci                 | Ifigenia en Táuride (Vinci)              | Venecia         |
| 1763 | Tommaso Traetta                | Ifigenia en Táuride (Traetta)            | Viena           |
| 1764 | Gian Francesco Majo            | Ifigenia en Táuride (Majo)               | Mannheim        |
| 1768 | Baldassare Galuppi             | Ifigenia en Táuride (Galuppi)            | San Petersburgo |
| 1771 | Niccolo Jommelli               | Ifigenia en Táuride (Jommelli)           | Nápoles         |
| 1778 | Christoph Willibald Gluck      | Ifigenia en Táuride (Gluck)              | Viena           |
| 1781 | Niccolò Piccinni               | Ifigenia en Táuride (Piccinni)           | París           |
| 1789 | Luigi Cherubini                | Ifigenia en Táuride (Cherubini)          | Turín           |
| 1817 | Michele Carafa                 | Ifigenia en Táuride (Carafa)             | Nápoles         |